# 31276 Calvinrieder
31276 Calvinrieder este un asteroid din centura principală de asteroizi.

## Descriere
31276 Calvinrieder este un asteroid din centura principală de asteroizi. A fost descoperit pe 20 martie 1998 la Socorro, New Mexico, în cadrul proiectului LINEAR. Asteroidul prezintă o orbită caracterizată de o semiaxă mare de 2,83 ua, o excentricitate de 0,05 și o înclinație de 1,0° în raport cu ecliptica.